# L'amore è facile, non è difficile
L'amore è facile, non è difficile... è il quinto album di Gabriella Ferri, il quarto pubblicato dalla RCA, nel maggio 1972.
Gli arrangiamenti sono dei fratelli Guido e Maurizio De Angelis, con Maurizio impegnato anche come chitarra solista; il tecnico del suono è Sergio Patucchi.

## Descrizione
Come il precedente, anche questo album recupera alcune canzoni della tradizione napoletana (come 'O surdato 'nnammurato, La pansé, Guapparia,  'Na sera 'e maggio) e di quella italiana, come la nota Eulalia Torricelli (grande successo del cantante torinese Gigi Beccaria) e Rosamunda, che fu presentata dalla cantante in molte trasmissioni televisive, riscuotendo un buon successo.
La copertina, opera della ditta grafica Campi, raffigura un ritratto della Ferri disegnato di Mauro Piccini. La prima edizione del disco contiene un fascicoletto di quattro pagine con fotografie in bianco e nero e alcuni scritti su Gabriella, oltre a una presentazione delle canzoni.
L'album è stato ristampato su CD nel 2002.

## Tracce
LATO A
1. Rosamunda (testo di Nisa; musica di Jaromir Vejvoda; edizioni musicali Leonardi) - 3:17
2. 'Na gita a li Castelli (testo e musica di Franco Silvestri; edizioni musicali Allione) - 3:46
3. 'O surdato 'nnammurato (testo di Aniello Califano; musica di Enrico Cannio; edizioni musicali Ferdinando Bideri) - 4:10
4. Nù strillà tanto (testo di Vittorio Ferri e Romolo Sestili; musica di Alfredo Avantifiori; edizioni musicali RCA) - 3:18
5. La pansé (testo di Gigi Pisano; musica di Furio Rendine; edizioni musicali Rendine) - 2:54

LATO B
1. ''Na sera 'e maggio (testo di Gigi Pisano; musica di Giuseppe Cioffi; edizioni musicali La Canzonetta) - 3:02
2. Eulalia Torricelli (testo di Nisa e Gino Redi; musica di Dino Olivieri; edizioni musicali Suvini Zerboni) - 3:38
3. La luna (testo di Mario Castellacci; musica di Flavio Bocci e Pippo Franco da un tema di Ludwig van Beethoven; edizioni musicali RCA) - 2:15
4. Roma forestiera (testo di Armando Libianchi; musica di Luigi Granozio; edizioni musicali Marco Micheli) - 3:24
5. Guapparia (testo di Libero Bovio; musica di Rodolfo Falvo; edizioni musicali Bixio) - 3:24